# Asociația de Fotbal a Zambiei
Asociația de Fotbal a Zambiei este forul ce guvernează fotbalul în Zambia. A fost fondată în 1929 și este afiliată la FIFA din 1964. De asemenea este membră CAF. Administrează campionatul național și naționala Zambiei.